# Kruševica, Lazarevac
Kruševica (izvirno srbsko Крушевица) je naselje v Srbiji, ki upravno spada pod Mestno občino Lazarevac; slednja pa je del Mesta Beograd.

## Demografija
V naselju živi 554 polnoletnih prebivalcev, pri čemer je njihova povprečna starost 42,4 let (41,5 pri moških in 43,4 pri ženskah). Naselje ima 219 gospodinjstev, pri čemer je povprečno število članov na gospodinjstvo 3,13.
To naselje je, glede na rezultate popisa iz leta 2002, večinoma srbsko, a v času zadnjih treh popisov je opazno zmanjšanje števila prebivalcev.
|  |

| Demografija | Demografija     | Demografija     |
| Leto        | Št. prebivalcev | Št. prebivalcev |
| ----------- | --------------- | --------------- |
|             |                 |                 |
|             |                 |                 |
|             |                 |                 |
|             |                 |                 |
| 1948        | 938             |                 |
| 1953        | 968             |                 |
| 1961        | 886             |                 |
| 1971        | 845             |                 |
| 1981        | 784             |                 |
| 1991        | 753             | 749             |
| 2002        | 691             | 686             |
|             |                 |                 |

| Etnična sestava po popisu iz leta 2002 | Etnična sestava po popisu iz leta 2002 | Etnična sestava po popisu iz leta 2002 | Etnična sestava po popisu iz leta 2002 | Etnična sestava po popisu iz leta 2002 |
| -------------------------------------- | -------------------------------------- | -------------------------------------- | -------------------------------------- | -------------------------------------- |
| Srbi                                   | Srbi                                   |                                        | 677                                    | 98,68%                                 |
| Črnogorci                              | Črnogorci                              |                                        | 4                                      | 0,58%                                  |
| Neznano                                | Neznano                                |                                        | 5                                      | 0,72%                                  |